# Doktorsburg

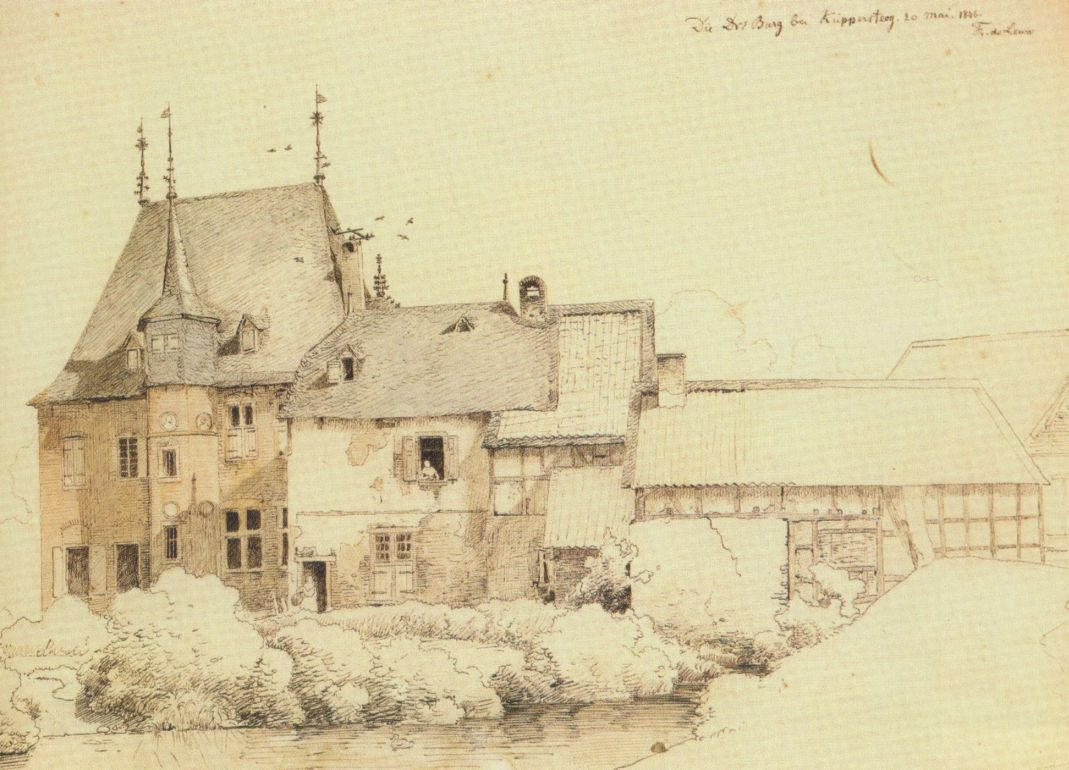
Doktorsburg 1846

Die Doktorsburg, auch Haus Büchel oder Oberbüchel genannt, ist eine ehemalige Wasserburg, späterer Gutshof und heute ein Herrenhaus im Leverkusener Stadtteil Wiesdorf (Rathenaustraße 63) in Nordrhein-Westfalen.

## Geschichte
Die Wasserburg wurde um 1171 erstmals erwähnt und war unter anderen auch im Besitz von Abraham Schaaffhausen.
1540 erwarb Dr. Jakob von Omphal das Grundstück und nutzte es als befestigten Gutshof, die „Doktorsburg“. 1682 wurde durch Freiherrn von Merode, Komtur des Deutschen Ordens, das Herrenhaus neu erbaut, das 1910 an die Gemeinde Wiesdorf kam.
In den 1930er-Jahren sollte die Doktorsburg in ein Heimatmuseum umgewandelt werden. Die bereits begonnenen Arbeiten mussten jedoch durch einen Erlass des Reichs- und Preußischen Ministers für Wissenschaft, Erziehung und Volksbildung Bernhard Rust abgebrochen werden.
Heute dient das Herrenhaus der Doktorsburg als „Haus der älteren Bürger“, eine Begegnungs- und Tagungsstätte für Senioren.

## Beschreibung
Die ehemalige Wasserburg war von Wassergräben umgeben, die von zwei Bächen gespeist wurden, dem Mühlenbach der hier von der Dhünn abzweigte und vom Mutzbach, der hier heute unter der Erde verläuft.
Ein Lageplan von 1820/39 im Urkataster zeigt, dass zur Burg eine durch einen Wassergraben getrennte Haupt- und Vorburg gehörten. Das noch bestehende Herrenhaus wurde am 16. März 1987 unter Denkmalschutz gestellt.